# Glyptonysius amicola
Glyptonysius amicola är en insektsart som beskrevs av Ashlock 1966. Glyptonysius amicola ingår i släktet Glyptonysius och familjen fröskinnbaggar. Inga underarter finns listade i Catalogue of Life.